# متلازمة التهاب القولون السري
متلازمة التهاب القولون السُريّ هو مرض الإسهال في المرضى المستقبلين لزراعة نخاع العظام. تؤدي المتلازمة إلى ورم حبيبي في الجزء العلوي والسفلي من الجهاز الهضمي وتستجيب المتلازمة إلى الأدوية المضادة للميكروبات بما في ذلك ميترونيدازول. تم وصف المتلازمة لأول مرة في عام 2011. في عام 2013، حددت دراسة تسلسلية اكتشاف نوع جديد من البكتريا وهي براديريزوبيوم إنتيريكا والتي تم اكتشافها في خزعة من مريضين. من المقترح كون هذا النوع من البكتريا هو المسئول عن المتلازمة ولكن الأمر ليس مؤكدا بعد . دراسة لاحقة بينت أن بكتريا البراديريزوبيوم تكون ملوثة لأدوات المعمل مما يشكك في الصلة بين البكتريا وبين المتلازمة.

## التشخيص
وجود البكتريا في عينات الخزعة من القولون قد يساعد في تحديد المرضى الذين يعانون من متلازمة التهاب القولون السُريّ. ومع ذلك، قد تكون تقارير خاطئة بسبب التلوث بهذه البكتريا، كما لم يتم اكتشاف بكتريا البراديريزوبيوم في بعض عينات مرضى متلازمة التهاب القولون السُريّ.